# DIW Records
DIW Records ist ein japanisches Jazz- und Avantgarde-Plattenlabel.

## Das Label
Das Label DIW Records ist ein Sublabel der Firma Disc Union und ist spezialisiert auf die Bereiche Jazz und Avantgarde-Musik. Produzent des Label war Kazunori Sugiyama, der später mit John Zorn das Avantgarde-Label Tzadik gründete. Bei DIW erschienen auch die ersten zehn Alben von Zorns Masada-Projekt, wie das Album Masada: Alef sowie zahlreiche Live-Mitschnitte aus dem New Yorker Club Soundscape, u. a. von Frank Lowe, Bill Laswells Material, Odean Pope, Arthur Rhames und dem Sun Ra Arkestra. Einige weitere frühe Alben von Zorn wurden bei einem Sublabel von DIW veröffentlicht, Avant.
DIW veröffentlichte seit den 1980er Jahren die Musik des Art Ensemble of Chicago, von Rashied Ali, Geri Allen, Berlin Contemporary Jazz Orchestra, Marion Brown, Peter Brötzmann, George Cables, Steve Coleman, Stanley Cowell, Dave Douglas, Steve Grossman, Charlie Hadens Liberation Music Orchestra, John Hicks, ICP Orchestra, Clifford Jordan, Ronald Shannon Jackson, Harold Mabern, David Murray, dem Music Revelation Ensemble, James Blood Ulmer, David S. Ware und James Williams. Bei DIW veröffentlichten auch Musiker der japanischen Jazz- und Improvisationsszene, wie Kaoru Abe, Toshinori Kondo, Masahri Yoshida, Otomo Yoshihide und Masayuki Takayanagi; das Label gab auch einige Wiederveröffentlichungen älterer Aufnahmen von Blossom Dearie von 1963 (Sings Rootin' Songs) und des Sunny Murray Trios mit Albert Ayler und Don Cherry von 1965 heraus.

## Ausgewählte Alben des Labels
- Geri Allen/Charlie Haden/Paul Motian: Live At The Village Vanguard (DIW 847; 1990)[1]
- Art Ensemble of Chicago: The Alternative Express (DIW 832; 1990)
- Berlin Contemporary Orchestra; Live In Japan '96 (DIW 922; 1996)
- George Cables: Night And Day (DIW 606; 1991)
- Stanley Cowell Trio: Close To You Alone (DIW 603; 1990)
- Dave Douglas: Moving Portrait (DIW 934; 1997) mit Bill Carrothers, James Genus, Billy Hart
- Billy Harper: If Our Hearts Could Only See (DIW 931; 1997) mit Eddie Henderson, Francesca Tanksley
- John Hicks Trio mit David Murray: Sketches Of Tokyo (DIW 812; 1985)
- Lee Konitz Trio with Greg Cohen & Joey Baron: Some New Stuff (DIW 939; 2000)
- Frank Lowe: Live From Soundscape (DIW 399; 1982) mit Butch Morris, Amina Claudine Myers, Wilber Morris
- Harold Mabern Trio: Mabern's Grooveyard (DIW 621; 1996)
- Masada: Masada: Alef (DIW 888; 1994)
- Material: Live From Soundscape (DIW 389; 1981) mit Bill Laswell, Fred Frith
- Misha Mengelberg Trio: No Idea (DIW 619; 1996) mit Greg Cohen und Joey Baron
- David Murray: Lovers (DIW 814; 1988); Tenors (DIW 881; 1988); Ballads (DIW 840; 1988); Spirituals (DIW 841; 1988); Ballads For Bass Clarinet (DIW 880; 1991); David Murray Big Band Conducted by  Lawrence „Butch“ Morris (DIW-851, 1991)
- David Murray and Milford Graves: Real Deal (DIW 867; 1991)
- David Murray: Special Quartet (DIW 843; 1990); Fast Life (1993)
- Sonny Murray with Albert Ayler & Don Cherry: Sonny's Time Now (DIW 355; 1965)
- Music Revelation Ensemble: In The Name Of... (DIW-885; 1993)
- Phalanx (George Adams, James Blood Ulmer, Sirone, Rashied Ali): In Touch (DIW 826; 1988)
- David S. Ware Quartet: Godspelized (DIW 916; 1996) mit Matthew Shipp, William Parker, Susie Ibarra
- James Williams: Meets the Saxophone Masters (DIW 868; 1981) mit Joe Henderson, George Coleman, Bill Pierce, James Genus, Tony Reedus